# Anil Bachoo
Anil Kumar Bachoo, né le  6 août 1953, est un homme politique mauricien.
De 2011 à 2014, il occupe les fonctions de ministre des Infrastructures publiques et de vice-Premier ministre de la république de Maurice.

## Études
Anil Kumar Bachoo possède le diplôme BA Hons, ainsi qu'un PGCE en sciences sociales.

## Carrière
Anil Kumar Bachoo entre en politique en 1978. Il devient le secrétaire général du Parti travailliste mauricien (PTr) en 1985, puis devient le leader du Mouvement Travailliste Démocrate (MTD) en 1987.
Il est ensuite élu à l'Assemblée nationale en 1991, puis réélu en septembre 2000.
Le 18 septembre 2001, il est nommé ministre des Infrastructures publiques et des Transports terrestres et maritimes, et ce jusqu'en avril 2004, où il est reconduit dans ses fonctions jusqu'au 3 février 2005.   
Le 3 juillet 2005, il est élu en tête de liste dans la circonscription n°9 Flacq, sous la bannière du Parti mauricien social-démocrate (MSD). Il y sera réélu le 6 mai 2010.
De juillet 2005 à septembre 2008, il est ministre de l'Environnement et de la NDU (National Development Unit). Puis, à partir du 13 septembre 2008, il est de nouveau nommé ministre des Infrastructures publiques. 
Il est ensuite nommé ministre des Infrastructures publiques et de la NDU du 11 mai 2010 au 7 août 2011, date à laquelle il est reconduit dans ses fonctions. 
Le 14 mars 2011, jour du 43e anniversaire de l'Indépendance du pays, il est décoré du titre honorifique de G.O.S.K. (Grand Officer of the Order of the Star and Key of the Indian Ocean).
Du 7 août 2011 au 17 décembre 2014, Anil Kumar Bachoo est également l'un des deux vice-premiers ministres de la république de Maurice.